# Departamento de Sololá
Departamento de Sololá är ett departement i Guatemala. Det ligger i den sydvästra delen av landet, 80 km väster om huvudstaden Guatemala City. Antalet invånare är 307 661. Arean är 1 061 kvadratkilometer.
Terrängen i Departamento de Sololá är mycket bergig.
Departamento de Sololá delas in i:

1. Municipio de Sololá
2. Municipio de Santiago Atitlán
3. Municipio de Santa María Visitación
4. Municipio de Santa Lucía Utatlán
5. Municipio de Santa Cruz La Laguna
6. Municipio de Santa Clara La Laguna
7. Municipio de Santa Catarina Palopó
8. Municipio de Santa Catarina Ixtahuacán
9. Municipio de San Pedro La Laguna
10. Municipio de San Pablo La Laguna
11. Municipio de San Marcos La Laguna
12. Municipio de San Lucas Tolimán
13. Municipio de San Juan La Laguna
14. Municipio de San José Chacayá
15. Municipio de San Antonio Palopó
16. Municipio de San Andrés Semetabaj
17. Municipio de Panajachel
18. Municipio de Nahualá
19. Municipio de Concepción

Följande samhällen finns i Departamento de Sololá:

- Sololá
- Santiago Atitlán
- Nahualá
- Santa Catarina Ixtahuacán
- San Lucas Tolimán
- Panajachel
- San Pedro La Laguna
- San Pablo La Laguna
- Santa Clara La Laguna
- San Juan La Laguna
- San Antonio Palopó
- Concepción
- Santa Catarina Palopó
- San Marcos La Laguna
- San Andrés Semetabaj
- Santa María Visitación
- Santa Cruz La Laguna
- Santa Lucía Utatlán
- San José Chacayá